# Idaea maskina
Idaea maskina är en fjärilsart som beskrevs av Edward P. Wiltshire 1966. Idaea maskina ingår i släktet Idaea och familjen mätare. Inga underarter finns listade i Catalogue of Life.